# Sidival Fila
Sidival Fila (* 25. November 1962 im Bundesstaat Paraná, Brasilien) ist ein brasilianischer Ordensbruder und Maler.

## Werdegang
Bereits als Jugendlicher entwickelte er eine Leidenschaft für bildende Kunst, mit Vorliebe zur Malerei. Er liebte die mittelalterliche Tradition des vierzehnten Jahrhunderts, Renaissance und Barock, fühlte sich aber speziell angezogen von der modernen Kunst, vom Impressionismus und vom Kubismus.
Er zog für Studien nach São Paulo, besuchte häufig die Museen der Stadt und malte mit Blick auf die Kunstbewegungen des 20. Jahrhunderts von Europa. 1985, auf der Suche nach seiner künstlerischen und persönlichen Identität, verlegte Sidival seinen Wohnsitz nach Italien und vertiefte seine Kenntnisse der Malerei und Bildhauerei. Ein paar Jahren nach seiner Ankunft und verschiedenen Arbeitserfahrungen in Italien beschloss er, einer religiösen Berufung zu folgen. Er verzichtete  auf seine persönlichen Projekte und trat in den Orden der Minderen Brüder des Heiligen Franz von Assisi ein.
1999 wurde er in Rom zum Priester geweiht. Als Franziskanerpater arbeitet er in der Poliklinik Agostino Gemelli und betätigte sich als Freiwilliger im Gefängnis Rebibbia. In den Klöstern von Vitorchiano und Frascati war er im Bereich der Ausbildung junger Franziskaner tätig.  Über 18 Jahre trat sein künstlerisches Interesse in den Hintergrund.  Schrittweise, vor allem durch kleine Restaurierungsarbeiten von Gemälden und Skulpturen, kehrte er zur Kunst zurück.  Im Jahr 2006 begann er wieder zu malen, hauptsächlich inspiriert vom Action Painting Jackson Pollocks sowie durch eine Affinität zur informellen europäischen Kunst und zur Raumkunst (Spazialismo).
In diesen ersten Jahren des neuen künstlerischen Schaffens schuf er Werke von großer Intensität und formaler Strenge, alle realisiert aus der Verwendung  von Gegenständen und Materialien, die nicht mehr verwendet, weggeworfen oder veraltet waren: Papier, Holz, Stoff, alte Gemälde, verschiedene Metalle, abgenutzte Matratzen, Gips.
Sidival Fila lebt und arbeitet im Franziskanerkloster San Bonaventura al Palatino in Rom.
Papst Franziskus ernannte ihn im März 2022 zum ordentlichen Mitglied der Päpstlichen Akademie der schönen Künste und der Literatur.

## Erste Ausstellungen
Im Jahr 2007 gab er eine erste Einzelausstellung im Kloster San Bonaventura in Frascati, nahe bei Rom.
Zwei Jahre später wurden in Rom zum ersten Mal einige seiner Werke in der Galerie Le Passage du Russie des gleichnamigen Hotels ausgestellt. Die Ausstellung weckte  Aufmerksamkeit und  Neugier in den künstlerischen Kreisen der Hauptstadt. Unter ihnen war auch ein ausländischer Aussteller, der einige Werke Filas ins Fürstentum Monaco brachte, um sie in der Ausstellung "L'Eloquence de la Matière" der "Galerie du Gilda Pastor Center" zu zeigen.
Sidival wurde eingeladen, im Rahmen der Veranstaltung Life in Gubbio seine Werke unter dem Motto oltre la trama vorzustellen; drei seiner Werke wurden als Preise an Dario Fo (für Literatur), Gigi Proietti (für Theater) und Nicola Piovani (für Musik) vergeben.

## Kollektivausstellungen (Auswahl)
- 2010: Trasparenze: l’Arte per le Energie Rinnovabili, im MACRO Testaccio in Rom (die Ausstellung wird später weitergeführt im MADRE, Museo d'Arte Donna Regina in Neapel). Diese beiden Ausstellungen sind der nachhaltigen Entwicklung und dem Engagement zur Rettung des Planeten vor Umweltzerstörung gewidmet.
- 2011: Der Päpstliche Rat für die Kultur organisierte die Ausstellung Lo splendore della Verità, la bellezza della Carità als Künstler-Tribut an Papst Benedikt XVI. zum 60. Jahrestag seiner Priesterweihe.
- 2012: Die Galerie Ulisse in Rom widmete die Ausstellung Dittico sull'Orlo dell'Infinito den Künstlern Agostino Bonalumi und Sidival Fila. Viele Fila-Werke wurden in der Ausstellung Le pieghe della luce nello spazio im ex GiL in Rom präsentiert.
- 2014: In diesem Jahr beteiligte sich Fila  am Projekt Atelier d'artist der römischen Galeria Nazionale d'Arte Moderna e Contemporanea (GNAM) mit einer Video-Präsentation, in der sein künstlerisches Schaffen vorgestellt wird.
- 2016: Große Einzelausstellung in der Kunst-Station Sankt Peter Köln, es erscheint ein von Guido Schlimbach herausgegebener Katalog.
- Im Mai 2018 wird die von Dr. Elisa Colettaausgegebene offizielle Monographie veröffentlicht.